# Gérard Charreaux
 (mars 2025).
 (mars 2025).
Motif : pas de sources secondaires centrées, notoriété pas établie
- Archive Wikiwix
- Bing
- Cairn
- DuckDuckGo
- E. Universalis
- Gallica
- Google
- G. Books
- G. News
- G. Scholar
- Persée
- Qwant
- (zh) Baidu
- (ru) Yandex
- (wd) trouver des œuvres sur Wikidata

| 1. | Préciser le motif de la pose du bandeau. | Précisez le motif de la pose du bandeau en utilisant la syntaxe suivante : {{admissibilité à vérifier\|date=mars 2025\|motif=remplacez ce texte par le motif}}                        |
| 2. | Informer les utilisateurs concernés.     | Pensez à avertir le créateur de l'article, par exemple, en insérant le code ci-dessous sur sa page de discussion : {{subst:avertissement admissibilité à vérifier\|Gérard Charreaux}} |

Gérard Charreaux, né le 25 avril 1950, est un professeur français en sciences de gestion, pionnier de la recherche en gouvernance en France,.

## Formation
Diplômé de Burgundy School of Business (ESC 1971) et titulaire d'un DEUG de sciences économiques de l'université de Bourgogne (1972), Gérard Charreaux obtient une maîtrise ès sciences économiques (1974), un diplôme d'études comptables supérieures (1978), un diplôme de gestion comptable (1980) puis un diplôme d'expertise comptable (1983). Il devient ensuite titulaire d'un doctorat de 3e cycle en économie et administration des entreprises en 1979, puis d'un doctorat d'État en sciences de gestion en 1981, obtenus à l'université de Bourgogne. Après avoir réussi l'agrégation des techniques économiques de gestion (agrégation de l'enseignement secondaire) en 1979, il devient agrégé de l'enseignement supérieur en sciences de gestion en 1981,.

## Parcours
Après avoir enseigné à l'École supérieure de commerce de Dijon de 1971 à 1981, il est maître-assistant à l'université de Lyon III puis professeur à l'université de Strasbourg III, avant de devenir, en 1985, professeur des universités à l'université de Bourgogne et plus précisément à l'IAE de Dijon.
En 1998, il est désigné par l'Expansion comme enseignant le plus réputé de France en finance d'entreprise.
Il prend sa retraite en 2012 et devient, la même année, professeur émérite à l'université de Bourgogne[réf. souhaitée].
Durant sa carrière, il a dirigé trente et une thèses dans les domaines de la finance, de la gouvernance, du contrôle de gestion et de la stratégie d'entreprise.

## Responsabilités
Directeur adjoint de l'IAE de Dijon de 1987 à 1990, Gérard Charreaux devient doyen de l'UFR de science économique et gestion de l'université de Bourgogne de 1990 à 1994.
Il est membre de la 6e section du Conseil national des universités de 1992 à 1996 avant d'en devenir président de 1996 à 1999,.
Cofondateur de la revue Finance-contrôle-stratégie en 1997, il en est rédacteur en chef pendant 10 ans.
Jusqu'en 2012, il est directeur du centre de recherche FARGO (Finance, ARchitecture et Gouvernance des Organisations) qu'il a créé quelques années plus tôt.
Il est également directeur de collection aux Éditions Management & Société.

## Distinctions
- Chevalier de l'ordre des Palmes académiques (1998)
- Docteur honoris causa de l'université de Mons (2002)[14]
- Officier de l'ordre des Palmes académiques (2003)
- Membre élu de l'American Academy of Financial Management (en) (2003)[15]

## Principales publications
- Gouvernance des entreprises – Nouvelles perspectives, en collaboration avec Peter Wirtz, Economica, 2006, 394 p.
- Images de l'investissement : au-delà de l'évaluation financière, une lecture stratégique et organisationnelle… (coordinateur), Vuibert, collection Fnege, 2001, 421 p. Ouvrage ayant obtenu le premier prix du Conseil supérieur de l'ordre des experts-comptables en décembre 2004
- Finance d'entreprise, 3e édition, Éditions Management & Société, 2014, 304 p.
- Gestion financière, LITEC, 6e édition, 2000, 652 p., (1re édition 1986 ; 2e éd. 1989 ; 3e éd. 1991 ; 4e éd. 1993 ; 5e éd. 1996).
- Le gouvernement de l'entreprise : Corporate Governance, Théories et faits (ouvrage collectif), Economica, 1997, 540 p.
- Finance d'entreprise, 1re édition, Éditions Management & Sociétés, 1997, 227 p.
- Annales d'économie et comptabilité (épreuve n°2 DESCF), LITEC, 10e édition, 1998, 371 p. (1re édition 1989 ; édition annuelle).
- Annales de gestion financière (épreuve n°4 DECF), LITEC, 12e édition, 1997, 269 p. (1re édition 1986 ; édition annuelle).
- Le conseil d'administration, en collaboration avec Jean-Pierre Pitol-Belin, Vuibert, 1990, 220 p.
- De nouvelles théories pour gérer l'entreprise, en collaboration avec A. Couret, P. Joffre, G. Koenig et B. de Montmorillon, Economica, 1987.